# Forêts, landes et marais des Ballons d'Alsace et de Servance
Forêts, landes et marais des Ballons d'Alsace et de Servance este o arie protejată (sit de importanță comunitară — SCI) din Franța întinsă pe o suprafață de 2.483 ha, integral pe uscat.

## Localizare
Centrul sitului Forêts, landes et marais des Ballons d'Alsace et de Servance este situat la coordonatele 47°47′58″N 6°47′35″E / 47.79944°N 6.79306°E.

## Înființare
Situl Forêts, landes et marais des Ballons d'Alsace et de Servance a fost declarat arie specială de conservare în baza directivei 92/43 din 1992 referitoare la conservarea habitatelor naturale și a faunei și florei sălbatice pentru a proteja 4 specii de plante și 10 specii de animale.

## Biodiversitate
Situată în ecoregiunea continentală, aria protejată conține 20 de habitate naturale: Formațiuni ierboase bogate în specii de Nardus, dezvoltate pe substraturi silicioase în zone montane (și în zone submontane, în Europa continentală), Depresiuni pe substraturi de turbă de Rhynchosporion, Grohotișuri silicioase medio-europene, la altitudine înaltă, Pante stâncoase silicioase cu vegetație casmofită, Păduri de fag Luzulo-Fagetum, Păduri aluvionare cu Alnus glutinosa și Fraxinus excelsior (Alno-Padion, Alnion incanae, Salicion albae), Mlaștini oligotrofe degradate, capabile încă de regenerare naturală, Pajiști uscate europene, Pajiști cu Molinia pe soluri calcaroase, turboase sau argilos-nămoloase (Molinion caeruleae), Păduri de fag subalpine medio-europene cu Acer și Rumex arifolius, Mlaștini împădurite, Liziere de ierburi înalte hidrofile de câmpie și de nivel montan până la alpin, Cursuri de apă de la nivel de câmpie la nivel montan, cu vegetație Ranunculion fluitantis și Callitricho-Batrachion, Păduri acidofile de Picea de la nivel montan la nivel alpin (Vaccinio-Piceetea), Turbării active, Mlaștini turboase de tranziție și turbării mișcătoare, Păduri de fag Asperulo-Fagetum, Grohotișuri silicioase de la nivelul montan până la nivelul zăpezii (Androsacetalia alpinae și Galeopsietalia ladani), Păduri pe pante, grohotișuri și ravene de Tilio-Acerion, Fânețe montane.
La baza desemnării sitului se află mai multe specii protejate:
- plante (4): Bruchia vogesiaca, Buxbaumia viridis, mușchi (Dicranum viride), Trichomanes speciosum
- amfibieni (1): triton cu creastă (Triturus cristatus)
- mamifere (4): râs eurasiatic (Lynx lynx), liliac cu urechi mari (Myotis bechsteinii), liliac cărămiziu (Myotis emarginatus), liliac comun (Myotis myotis)
- nevertebrate (3): Austropotamobius pallipes, fluturele auriu (Euphydryas aurinia), Rosalia alpina
- pești (2): zglăvoacă (Cottus gobio), cicar (Lampetra planeri)

Pe lângă speciile protejate, pe teritoriul sitului au mai fost identificate 19 specii de plante, 2 specii de păsări, 1 specie de amfibieni, 7 specii de mamifere, 1 specie de nevertebrate, 3 specii de reptile.